# Hemmabutikerna
Hemmabutikerna är en fackhandelskedja inom området kök och tvätt. Finns på 100 orter i landet. Omsättningen var 182 miljoner kronor år 2006. 
Företaget är sedan årsskiftet 2011/2012 ett dotterbolag till EEL AB som även vitvarukedjorna Elon, Elkedjan, Elspar och Hemexperten ingår i. Hemmabutikernas medlemsorganisation ägdes innan försäljningen till 89% av Hakon Invest AB . VD:n i Hemmabutikerna AB före försäljningen var Daniel Lindin, efter försäljningen tog Jens Eriksson över posten.